# Antonio Filippo di Borbone-Orléans
Luigi Antonio Filippo d'Orléans, duca di Montpensier (Parigi, 3 luglio 1775 – Berkshire, 18 maggio 1807), era figlio di Luigi Filippo II, duca d'Orléans e di sua moglie Luisa Maria Adelaide di Borbone. Ciò lo rendeva fratello minore di Luigi Filippo, in seguito re dei Francesi. Antonio aveva un profondo affetto per lui, e furono separati soltanto durante il Regime del Terrore e gli eventi che seguirono, tra il 1793 e il 1797.

## Biografia
Nel 1791, Antonio Filippo fu nominato sotto-tenente come aiutante di campo nel reggimento di suo fratello. (Suo fratello era allora il duca di Chartres e noto come "Général Égalité.") Fu creato aiutante-generale prima della battaglia di Jemappes, in cui lui e suo fratello hanno combattuto. A Parigi, al momento del processo di Luigi XVI, tentò di persuadere, ma senza successo, suo padre a non votare per la morte del re.
Mentre era aiutante-generale nell'esercito della Var fu arrestato insieme a tutti gli altri Borbone nell'aprile 1793 e imprigionato nel Fort Saint-Jean a Marsiglia.
Durante la sua prigionia contrasse la tubercolosi che alla fine lo avrebbe ucciso, ma ebbe anche un figlio illegittimo da Françoise Barbaroux —un maschio chiamato Jean-Antoine-Philippe Dentend (7 luglio 1797-5 marzo 1858)—che diventò notaio della casata d'Orléans e in quel ruolo supervisionò la donazione di Luigi Filippo dei suoi beni personali nel 1830 prima della sua ascesa al trono-. Antonio non vide mai suo figlio; il 13 fruttidoro dell'anno IV (30 agosto 1796) il Direttorio decise di esiliarlo a Philadelphia, dove la charge-d'-affaires della repubblica francese negli Stati Uniti d'America gli concesse una pensione annuale di 15.000 franchi. Partì il 5 novembre 1796, accompagnato da suo fratello il conte di Beaujolais, e nel febbraio 1797 incontrò Luigi Filippo a Philadelphia. Per due anni viaggiarono tra la Nuova Inghilterra, i Grandi Laghi e l'area attorno al Mississippi.

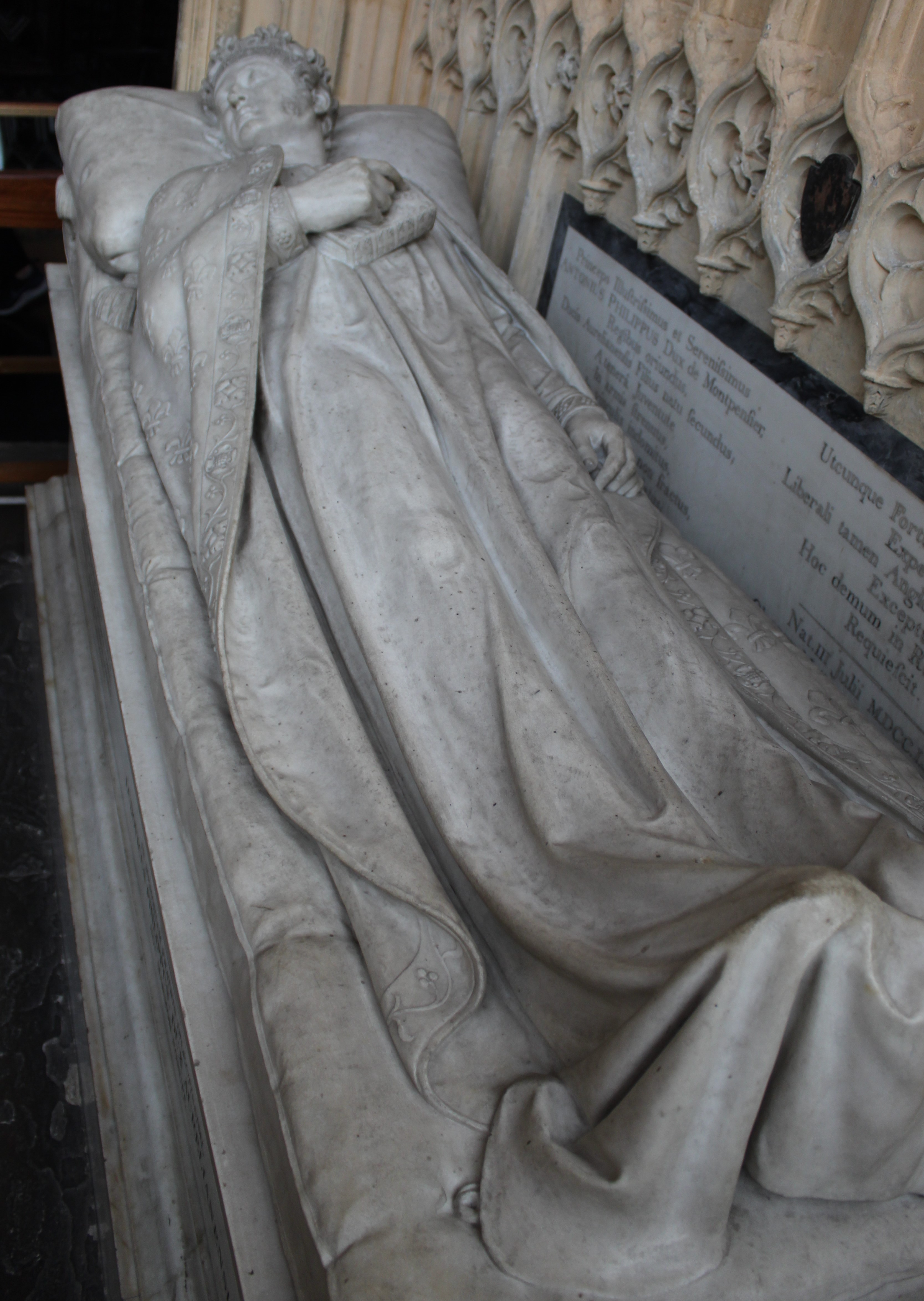
Tomba di Antonio Filippo nella Cappella di Enrico VII

Di ritorno in Europa nel 1800, si stabilirono in Inghilterra a Twickenham (Highshot House, Crown Road, edificio demolito nel 1927). Nel 1807 la tubercolosi polmonare di Antonio Filippo peggiorò. Suo fratello maggiore, il duca d'Orléans, voleva portarlo nel Devon per beneficiare dell'aria fresca ma, dodici miglia fuori Twickenham, dovettero fermarsi in una locanda a Salthill (nei pressi di Windsor). Avendo una crisi respiratoria, Antonio Filippo rifiutò l'etere che Luigi Filippo voleva somministrargli e, mormorandogli "Dammi la tua mano, ho pensato che stavo per morire" ("Donne-moi ta main, j'ai cru que je mourais"), spirò.
Luigi Filippo fece tenere per lui un servizio funebre nella cappella cattolica a King Street a Londra, al quale assistette il Conte di Artois e, per intercessione del duca di Kent, gli fu concesso il permesso di seppellire suo fratello nella Cappella di Enrico VII.

## Lavori
- Relation de la captivité de S. A. S. Monsignor le duc de Montpensier, pendant les années 1793, 1794, 1795 et 1796, écrite par lui-même, Twickenham, Imprimerie de G. White, 1816
- Mémoires de S. A. S. Louis-Antoine-Philippe d'Orléans, duc de Montpensier, Paris, Baudouin frères, 1824 – text on www.gallica.fr

## Antenati
|                                                     |                                              |                                   | Genitori                                |  |  | Nonni |  |  | Bisnonni                 |  |  | Trisnonni                     |  |
|                                                     |                                              |                                   |                                         |  |  |       |  |  | Luigi di Borbone-Orléans |  |  | Filippo II di Borbone-Orléans |  |
|                                                     |                                              |                                   |                                         |  |  |       |  |  | Luigi di Borbone-Orléans |  |  | Filippo II di Borbone-Orléans |  |
|                                                     |                                              | Francesca Maria di Borbone        |                                         |  |  |       |  |  | Luigi di Borbone-Orléans |  |  |                               |  |
| Luigi Filippo I di Borbone-Orléans                  |                                              |                                   |                                         |  |  |       |  |  | Luigi di Borbone-Orléans |  |  |                               |  |
|                                                     |                                              | Augusta di Baden-Baden            | Luigi Guglielmo di Baden-Baden          |  |  |       |  |  |                          |  |  |                               |  |
|                                                     |                                              | Augusta di Baden-Baden            | Luigi Guglielmo di Baden-Baden          |  |  |       |  |  |                          |  |  |                               |  |
|                                                     |                                              | Augusta di Baden-Baden            | Sibilla Augusta di Sassonia-Lauenburg   |  |  |       |  |  |                          |  |  |                               |  |
| Luigi Filippo II di Borbone-Orléans                 |                                              | Augusta di Baden-Baden            |                                         |  |  |       |  |  |                          |  |  |                               |  |
|                                                     |                                              | Luigi Armando II di Borbone-Conti | Francesco Luigi di Borbone-Conti        |  |  |       |  |  |                          |  |  |                               |  |
|                                                     |                                              | Luigi Armando II di Borbone-Conti | Francesco Luigi di Borbone-Conti        |  |  |       |  |  |                          |  |  |                               |  |
|                                                     |                                              | Luigi Armando II di Borbone-Conti | Maria Teresa di Borbone-Condé           |  |  |       |  |  |                          |  |  |                               |  |
| Luisa Enrichetta di Borbone                         |                                              | Luigi Armando II di Borbone-Conti |                                         |  |  |       |  |  |                          |  |  |                               |  |
|                                                     |                                              | Luisa Elisabetta di Borbone-Condé | Luigi III di Borbone-Condé              |  |  |       |  |  |                          |  |  |                               |  |
|                                                     |                                              | Luisa Elisabetta di Borbone-Condé | Luigi III di Borbone-Condé              |  |  |       |  |  |                          |  |  |                               |  |
|                                                     |                                              | Luisa Elisabetta di Borbone-Condé | Luisa Francesca di Borbone              |  |  |       |  |  |                          |  |  |                               |  |
| Antonio Filippo d'Orléans                           |                                              | Luisa Elisabetta di Borbone-Condé |                                         |  |  |       |  |  |                          |  |  |                               |  |
|                                                     | Luigi Alessandro di Borbone, conte di Tolosa | Luigi XIV di Francia              |                                         |  |  |       |  |  |                          |  |  |                               |  |
|                                                     | Luigi Alessandro di Borbone, conte di Tolosa | Luigi XIV di Francia              |                                         |  |  |       |  |  |                          |  |  |                               |  |
|                                                     | Luigi Alessandro di Borbone, conte di Tolosa | Françoise-Athénaïs di Montespan   |                                         |  |  |       |  |  |                          |  |  |                               |  |
| Luigi Giovanni Maria di Borbone, Duca di Penthièvre | Luigi Alessandro di Borbone, conte di Tolosa |                                   |                                         |  |  |       |  |  |                          |  |  |                               |  |
|                                                     |                                              | Marie Victoire de Noailles        | Anne Jules di Noailles                  |  |  |       |  |  |                          |  |  |                               |  |
|                                                     |                                              | Marie Victoire de Noailles        | Anne Jules di Noailles                  |  |  |       |  |  |                          |  |  |                               |  |
|                                                     |                                              | Marie Victoire de Noailles        | Marie-Françoise de Bournonville         |  |  |       |  |  |                          |  |  |                               |  |
| Luisa Maria Adelaide di Borbone                     |                                              | Marie Victoire de Noailles        |                                         |  |  |       |  |  |                          |  |  |                               |  |
|                                                     |                                              | Francesco III d'Este              | Rinaldo d'Este                          |  |  |       |  |  |                          |  |  |                               |  |
|                                                     |                                              | Francesco III d'Este              | Rinaldo d'Este                          |  |  |       |  |  |                          |  |  |                               |  |
|                                                     |                                              | Francesco III d'Este              | Carlotta Felicita di Brunswick-Lüneburg |  |  |       |  |  |                          |  |  |                               |  |
| Maria Teresa d'Este                                 |                                              | Francesco III d'Este              |                                         |  |  |       |  |  |                          |  |  |                               |  |
|                                                     |                                              | Carlotta Aglae di Borbone-Orléans | Filippo II di Borbone-Orléans           |  |  |       |  |  |                          |  |  |                               |  |
|                                                     |                                              | Carlotta Aglae di Borbone-Orléans | Filippo II di Borbone-Orléans           |  |  |       |  |  |                          |  |  |                               |  |
|                                                     |                                              | Carlotta Aglae di Borbone-Orléans | Francesca Maria di Borbone-Francia      |  |  |       |  |  |                          |  |  |                               |  |
|                                                     |                                              | Carlotta Aglae di Borbone-Orléans |                                         |  |  |       |  |  |                          |  |  |                               |  |